# 高粱店乡
高粱店乡，是中华人民共和国河南省信阳市平桥区下辖的一个乡镇级行政单位。

## 行政区划
高粱店乡下辖以下地区：
高梁店社区、鲍冲村、余湾村、黄寨村、石板沟村、蔡湾村、梁湾村、郑湾村、李田村、回龙寺村、高湾村、申阳台村和胡湾村。